# Laura-Jo Schumacher
Laura-Jo Schumacher (auch Laura Jo Schumacher; * 29. Juli 1976 in Krefeld) ist eine deutsche Theater- und Film- und Fernseh-Schauspielerin, Theaterregisseurin und Filmproduzentin.

## Leben und Wirken
Aus einer Aussteiger- und Künstlerfamilie stammend, wuchs Laura-Jo Schumacher mehrsprachig in den USA, Deutschland, Portugal und Spanien auf. Sie schloss ihre Ausbildung zur Schauspielerin am Zentrum für Schauspiel in Köln 2004 ab.
Im Fernsehen war Schumacher erstmals 2002 in einer Kleinstrolle im RTL-Krimi „Mädchen, böses Mädchen“ zu sehen. Ihre Filmkarriere begann in dem Kurz-Spielfilm „Zusammen“ (Arbeitstitel: „Kalte Gefühle“), den Regisseur Sebastian Fritzsch 2005 an der Kunsthochschule für Medien Köln mit ihr und Esther Roling in den Hauptrollen drehte. Seine Uraufführung hatte „Zusammen“ auf dem Filmfestival Max Ophüls Preis 2007.
Kurz nach ihrer Schauspielausbildung wurde sie 2005 für ihre Rolle als Moderatorin Anna Lichter in dem gleichnamigen Stück, das das Pailou-Theater unter der Regie von Laura Bravo inszenierte, für den Puck nominiert. 
Es folgten weitere Theaterengagements in der Kölner Off-Szene sowie im Theater am Schlachthof Neuss; hier spielte sie 2007 unter anderem in Lee Halls Komödie „Kochen mit Elvis“, für ihre Rolle lobte sie die Neuß-Grevenbroicher Zeitung: „"Großes Kino" bot dabei vor allem Laura Jo Schumacher, die ihre komplexe Rolle ebenso schrille wie sinnliche Schnapsdrossel vortrefflich verkörperte.“ Am Theater am Schlachthof spielte sie auch in einer Doppelrolle Kriemhild und Brunhild im Schulprojekt „Der Ring. Die Nibelungen.“ und die Marisa in „Frauen am Rande des Nervenzusammenbruchs“ unter Regie von Jens Kipper. Für das Fernsehen stand sie in Nebenrollen für die ARD-Telenovela Verbotene Liebe und den ZDF-Sonntagsfilm „Kleine Lüge für die Liebe“ vor der Kamera; im Kino gab sie eine Tagesrolle als Patientin in Marleen Gorris’ Film Mitten im Sturm.
2008 wanderte sie nach Spanien aus. Nachdem sie in Madrid aufgrund der Wirtschaftslage keine Rollen erhalten hatte, ging sie in die Sierra Nevada, wo sie schon als Kind in einem Haus ihrer Familie Zeit verbracht hatte: nach Villacarillo in der Provinz Jaén. Sie gründete und leitete das Teatro MirlaMirlo. 2012 brachte sie ihre erste Regiearbeit, „Cachorros de negro mirar“, in Villacarrillo auf die Bühne; sie spielte selbst eine der Protagonistinnen. Neben weiteren Stücken inszenierte sie 2013 mit MirlaMirlo als Regisseurin und Schauspielerin das Stück „Los amantes de Aranjuez“ von Rocío Punzano.
Zweimal wurde Schumacher 2014 in der Reihe Teatrerías des spanischen Fernsehsenders 9LaLoma gefeaturet. In Folge 125 am 4. Juni 2014 wurde Llámame Ofelia gezeigt, eine Zwei-Personen-Inszenierung von Vicente Ruiz Raigal für Profinteatro; für die Folge 129 am 26. September 2014 spielte sie in einer Produktion des Teatro Arena unter der Regie von Luis Centeno die „Eva Braun“ in einem Ein-Personen-Stück von Borja de Diego. Sie trat im spanischen Fernsehsender CanalSur in den Serien „The Last Kingdom“, als Königin Isabella, und „Ponme una nube“ auf.
In Deutschland war Schumacher 2019 in der Serie „Falkenberg – Mord im Internat?“ auf RTL II in einer durchgehenden Hauptrolle als Clara, Stiefmutter von Daniel Auberland, zu sehen.
Ihr Film „Wie die Frauen so ticken“ unter der Regie von Svetlana Schotte feierte als Feature Film im Rahmen des Berlin Independent Film Festivals im Februar 2020 Premiere. Sie spielt in der Komödie eine der Hauptrollen und war als Co-Produzentin auch für das Casting verantwortlich.